# Route nationale 10 (Francia)

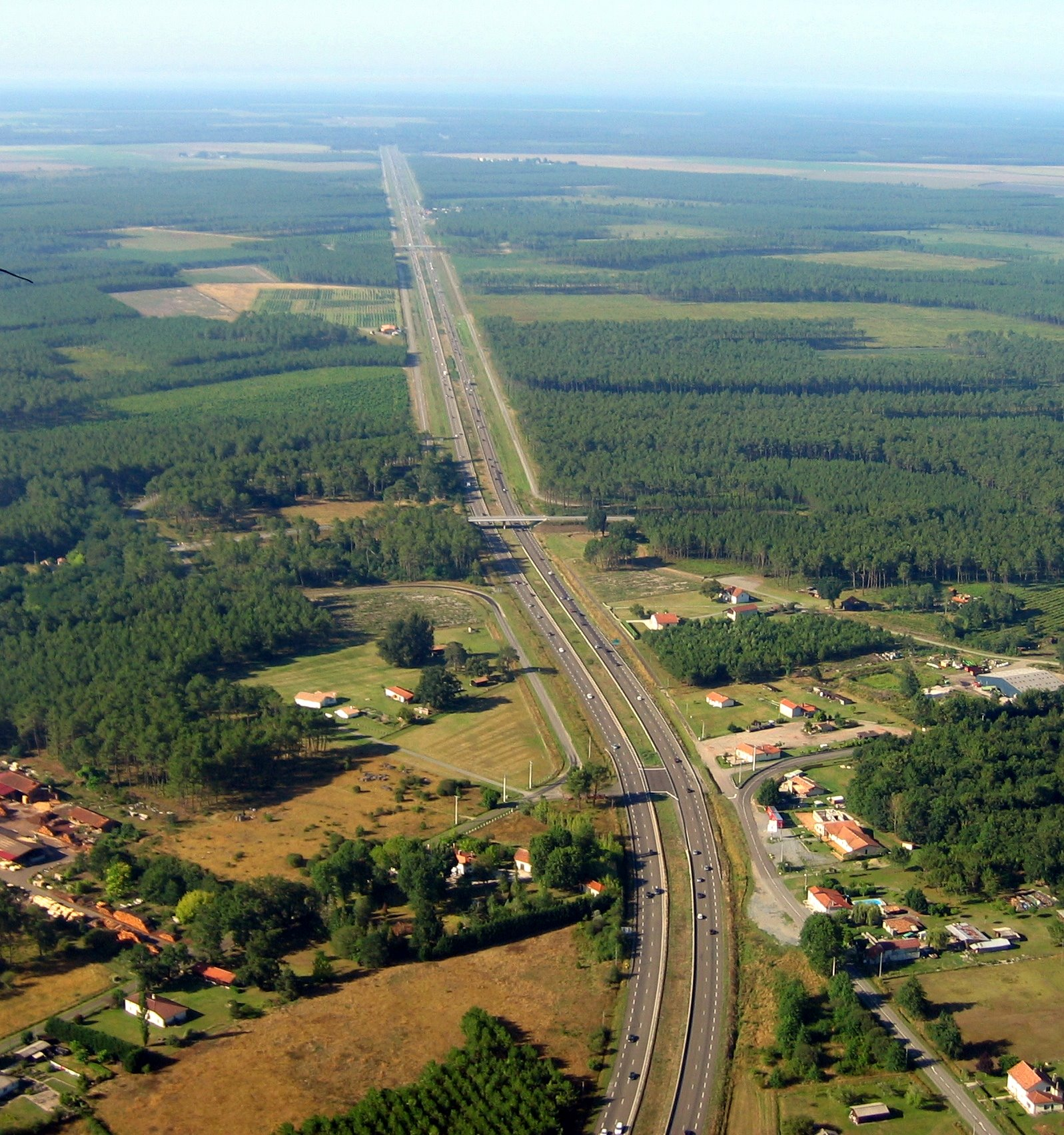
Veduta aerea della RN 10 verso Saugnacq-et-Muret (Landes)

La route nationale 10 (N 10) in Francia è una strada che collega Montigny-le-Bretonneux al confine spagnolo presso Béhobie, nel comune di Urrugne.

## Percorso
In origine la N10 cominciava dalla Porte de Saint Cloud di Parigi e supera la Senna sul ponte di Sèvres, cittadina che poi attraversa. Se nel dipartimento Hauts-de-Seine è stata declassata alla dipartimentale D910, entrando nell'Yvelines prende il nome di D10 e passa per Versailles. A Les Quatre-Pavés-du-Roi, nel comune di Montigny-le-Bretonneux riassume la denominazione originaria. Passa per Trappes e si dirige a sud, raggiungendo così Rambouillet ed Ablis, dove comincia un altro declassamento a D910. Prosegue a sud-ovest toccando la città di Chartres, dopo la quale viene di nuovo detta N10. A partire da Bonneval, passando per Châteaudun e fino a Vendôme segue il fiume Loir.
Nel dipartimento Indre e Loira è ancora declassata a D910 ed attraversa Tours. Continuando verso sud serve le città di Châtellerault e Poitiers, da dove riprende il nome originario. Non incontra altri centri rilevanti fino ad Angoulême, dove la vecchia variante è stata declassata a D910. Da qui fin quasi a Bordeaux inoltre la strada nazionale coincide con la strada europea E606, mentre dal capoluogo girondino in alcuni tratti è stata integrata nella Route des Estuaires. Poiché era un itinerario frequentato dagli immigrati portoghesi, a causa della pericolosità della strada, la sezione a sud di Bordeaux viene sovente chiamata cimetière des Portugais, ovvero il cimitero dei portoghesi. In seguito tuttavia la strada è stata in buona parte messa in sicurezza.
La strada esce da Bordeaux con il nome di D1010, mentre è stata completamente sostituita dall'autostrada A63 da Belin-Béliet a Saint-Geours-de-Maremne. Da qui riprende come D810 e prosegue in prossimità della costa atlantica fino alla frontiera spagnola, passando per Bayonne e Saint-Jean-de-Luz. L'ultimo comune servito è quello di Urrugne: qui finisce in località Béhobie, sul ponte sulla Bidassoa, da dove viene continuata dalla carretera nacional N-1.